# Mauri Fonseca
Mauri Fernandes da Fonseca (Porto Alegre, 12 de setembro de 1941) é um nadador brasileiro, que participou de uma edição dos Jogos Olímpicos pelo Brasil.

## Trajetória esportiva
Mauri Fonseca era atleta do Grêmio Náutico União quando foi aos Jogos Olímpicos de Verão de 1964 em Tóquio, e nadou os 100 metros nado livre e os 4 x 100 metros medley, não chegando à final.
Um mês antes da viagem para o Japão, Fonseca iniciou seu treino no Forte da Urca, no Rio de Janeiro; ele dormiu em barracas com os soldados, não havia comida com uma dieta equilibrada, e não teve um técnico que acompanhasse seu treino. No mesmo local, estava a Seleção Brasileira de Futebol, e nas horas em que não treinava para as Olimpíadas, ele jogava como lateral-esquerdo do time do Brasil. Só não fez parte da equipe (na época, um time amador) por estar comprometido com a natação.
Em sua carreira, Mauri Fonseca foi campeão brasileiro e sul-americano. Foi o primeiro campeão do Troféu Brasil no 100 metros nado borboleta.
Depois de encerrada a carreira de atleta, tornou-se professor de natação em Porto Alegre. Foi o treinador de Sérgio Pinto Ribeiro, que participou dos Jogos Olímpicos de Verão de 1976 em Montreal e dos Jogos Olímpicos de Verão de 1980 em Moscou.